# Friedrich Bschor

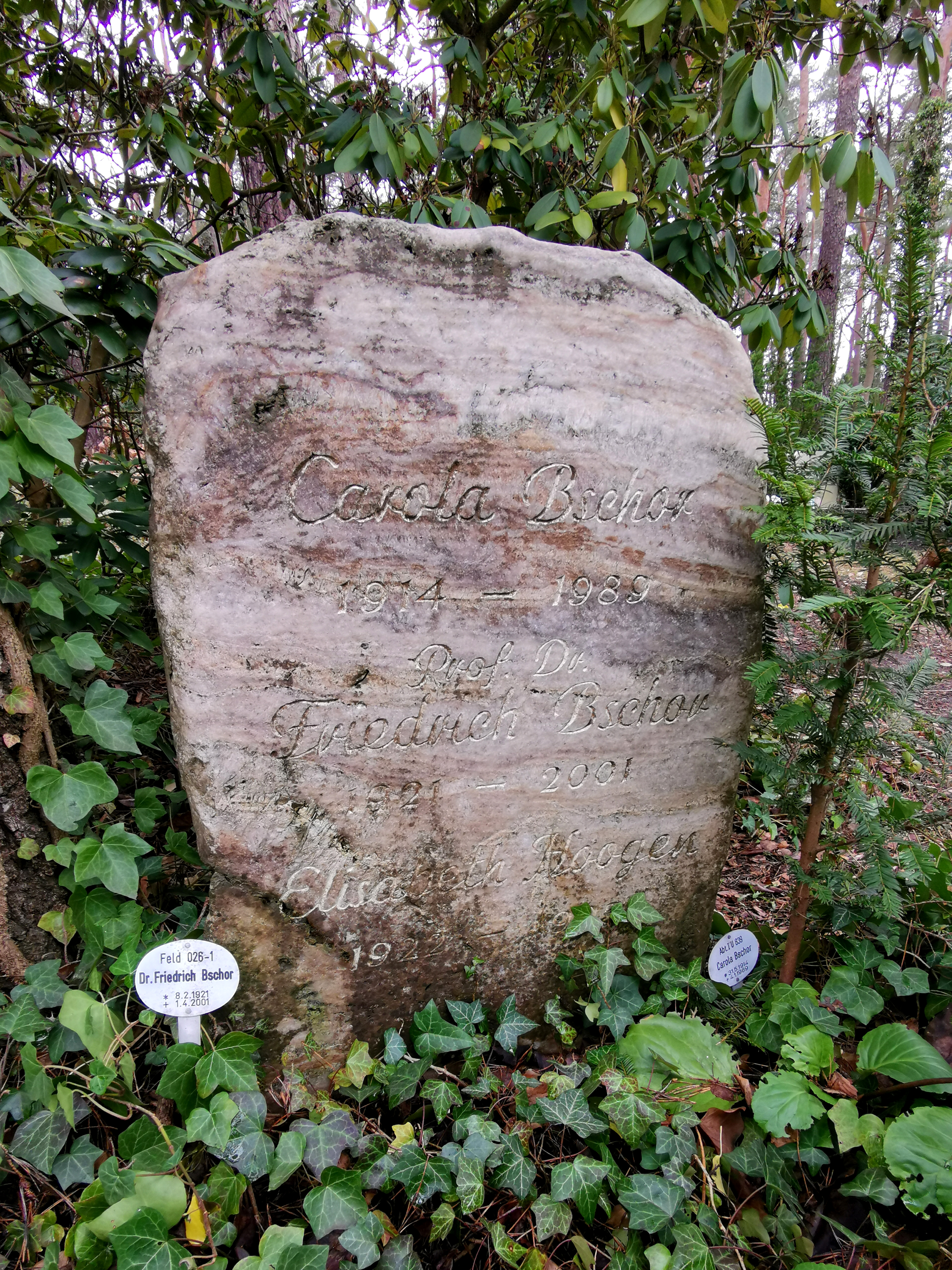
Grabstelle auf dem Waldfriedhof Zehlendorf

Friedrich Bschor (* 8. Februar 1921 in Nördlingen; † 1. April 2001 in Berlin) war ein deutscher Rechtsmediziner am Institut für Rechtsmedizin der Freien Universität Berlin.

## Leben
Bschor war nach Medizinstudium und Promotion zum Dr. med. zunächst von 1947 bis 1951 Pflichtassistent in Heidelberg, u. a. am Pathologischen Institut, mit angeschlossenem Institut für gerichtliche Medizin, der Universität Heidelberg. 1951 wechselte er an das Institut für Gerichtliche und Soziale Medizin, dem späteren Institut für Rechtsmedizin, der Freien Universität Berlin (FU Berlin). Nach seiner Habilitation 1956 wurde er 1961 zunächst Oberassistent. 1969 erfolgte seine Ernennung zum Wissenschaftlichen Rat und Professor an der FU Berlin. 1979–1983 war er schließlich Vizepräsident für den medizinischen Bereich der FU Berlin. Aus dieser Zeit sind hervorzuheben seine Teilnahme an der Obduktion Benno Ohnesorgs am 3. Juni 1967 und seine Tätigkeit als Gerichtsgutachter unter anderem in den Terroristenprozessen der 1970er-Jahre.
Sein besonderes wissenschaftliches und ärztliches Interesse galt den Suchterkrankungen. Bereits 1950 hatte er einen Beitrag über Marihuana verfasst. 1969 gründete er eine Forschungsgruppe „Drogenprobleme“, z. B. mit einem „Modellvorhaben soziale und berufliche Rehabilitation Drogenabhängiger“. Diese Aktivitäten fanden bundesweite Anerkennung, und viele Abhängigkeitskranke suchten seine Hilfe. Dabei entwickelte er auch kreative Ansätze zur Stabilisierung und Wiedereingliederung von Drogenkonsumenten (z. B. in den 1970er Jahren das „Clean-Nachweis-Programm“ oder erlebnispädagogische Fahrten zusammen mit Konsumenten mit einem VW-Bus in die Sahara).
Ab 1972 war er Mitglied in der „Beraterkommission in Angelegenheiten des Verkehrs mit Suchtstoffen einschließlich der psychotropen Stoffe beim Bundesgesundheitsamt“, ferner Vorsitzender des Arbeitskreises Drogenfragen der Berliner Ärztekammer.
Schon früh hatte Bschor erkannt, dass den meisten Süchtigen mit einer am „Abstinenzparadigma“ ausgerichteten Therapie nicht langfristig geholfen werden kann, und er setzte sich als einer der ersten in Deutschland für die Therapiealternative Methadonsubstitution ein. Nach seiner Pensionierung engagierte er sich als Sachverständiger für substituierende Ärzte, die in jenen Jahren oftmals strafrechtlich verfolgt wurden, wenn sie Methadon verschrieben. Hier konnte er im Rahmen einer Entscheidung des Bundesgerichtshofs vom 17. Mai 1991 dazu beitragen, dass die Verschreibung von Methadon in der Behandlung von Drogengebrauchern legal wurde. Insgesamt spielte er eine wichtige Rolle in der Etablierung der Methadonsubstitution in Deutschland.
In Ableitung des Drogenthemas befasste sich Bschor auch intensiv mit der HIV/AIDS-Ausbreitung bei Drogengebrauchern und trug auch auf diesem Wege zu einer schadensmindernden Drogenpolitik bei.
Während seiner gesamten Laufbahn betonte er auch den sozialmedizinischen Aspekt des Faches Rechtsmedizin.
Er war Angehöriger der Verbindung Lunaburgia Göttingen und der Verbindung Saxonia Tübingen.
Seine letzte Ruhe fand er auf dem Waldfriedhof Zehlendorf im Feld 026-1.

## Auszeichnungen
- Celia-Bernecker-Preis des JES-Netzwerkes 1994[2]